# Rögzült hínárok

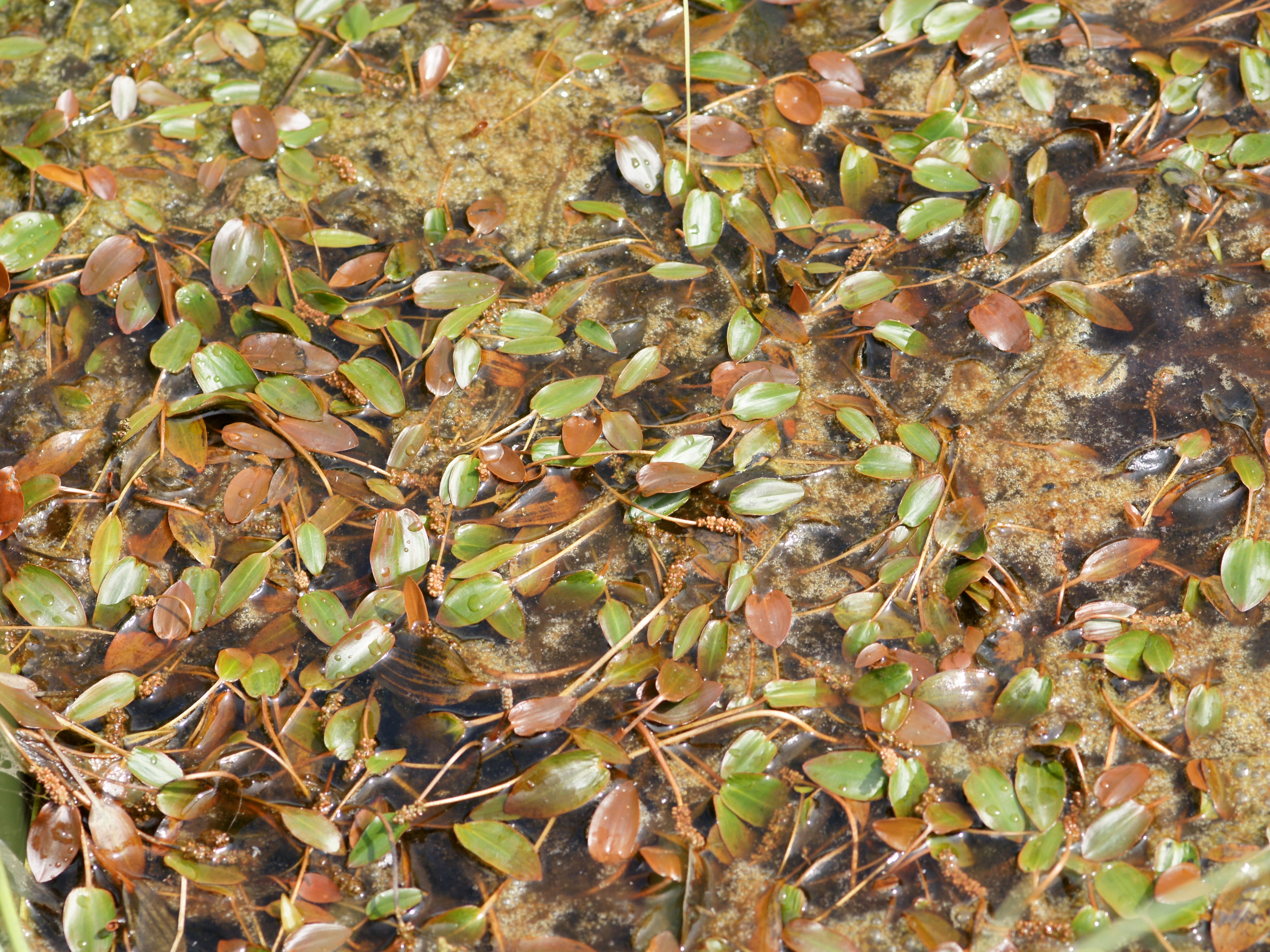
Úszó békaszőlő (Potamogeton natans) (Belgium, Brugge)

Magyarország vízi növénytársulásainak rendszertani felosztásában a rögzült hínárok társulásosztálya (Potametea Klika in Klika & Novák 1941) a szilárdan gyökerező hínárfajokból álló társulásokat fogja össze.

## Életmódjuk, termőhelyük
Oligotróf, illetve eutróf, igen változatos kemizmusú álló- és folyóvizekben nőnek kb. 7 m mélységig, kalcium-szegény és -gazdag vizekben egyaránt. A társulások szerkezetét a hydatofita életforma határozza meg, amin belül is az elodeid, a nymphaeid és a trapid növekedési formák jellegzetesek. Egyes hínárok egész életüket a vízben töltik, mások képesek terresztris alakot ölteni, és ilyen állapotban a rövidebb szárazságokat is elviselik.

## Fajösszetételük
Az osztály főbb társulásalkotó fajai között vannak specifikusak (erre az osztályra jellemzőek:
- úszó békaszőlő (Potamogeton natans),
- fésűs békaszőlő (Potamogeton pectinatus),
- apró békaszőlő (Potamogeton panormitanus),
- hínáros békaszőlő (Potamogeton perfoliatus),
- füzéres süllőhínár (Myriophyllum spicatum),
- átokhínár (Elodea canadensis),
- merev boglárka (Ranunculus circinatus),
- hínáros víziboglárka (Ranunculus trichophyllus);

és vannak egészen különböző társulásokban megjelenő „generalisták” is:
- vidrakeserűfű (Polygonum amphibium),
- tavirózsa (Nuphar luteum).

A tipikus vízinövények mellett fellépnek kétéltű növények, ún. amfifitonok is, amelyek egyaránt képesek vízben és szárazföldön is megélni (ilyen a föntebb említett vidrakeserűfű). Alárendelt mennyiségben megjelenhetnek egyes mocsári növények, mint például:
- békabuzogány (Sparganium erectum) vízi formái is.

## Magyarországon előforduló társulásaik

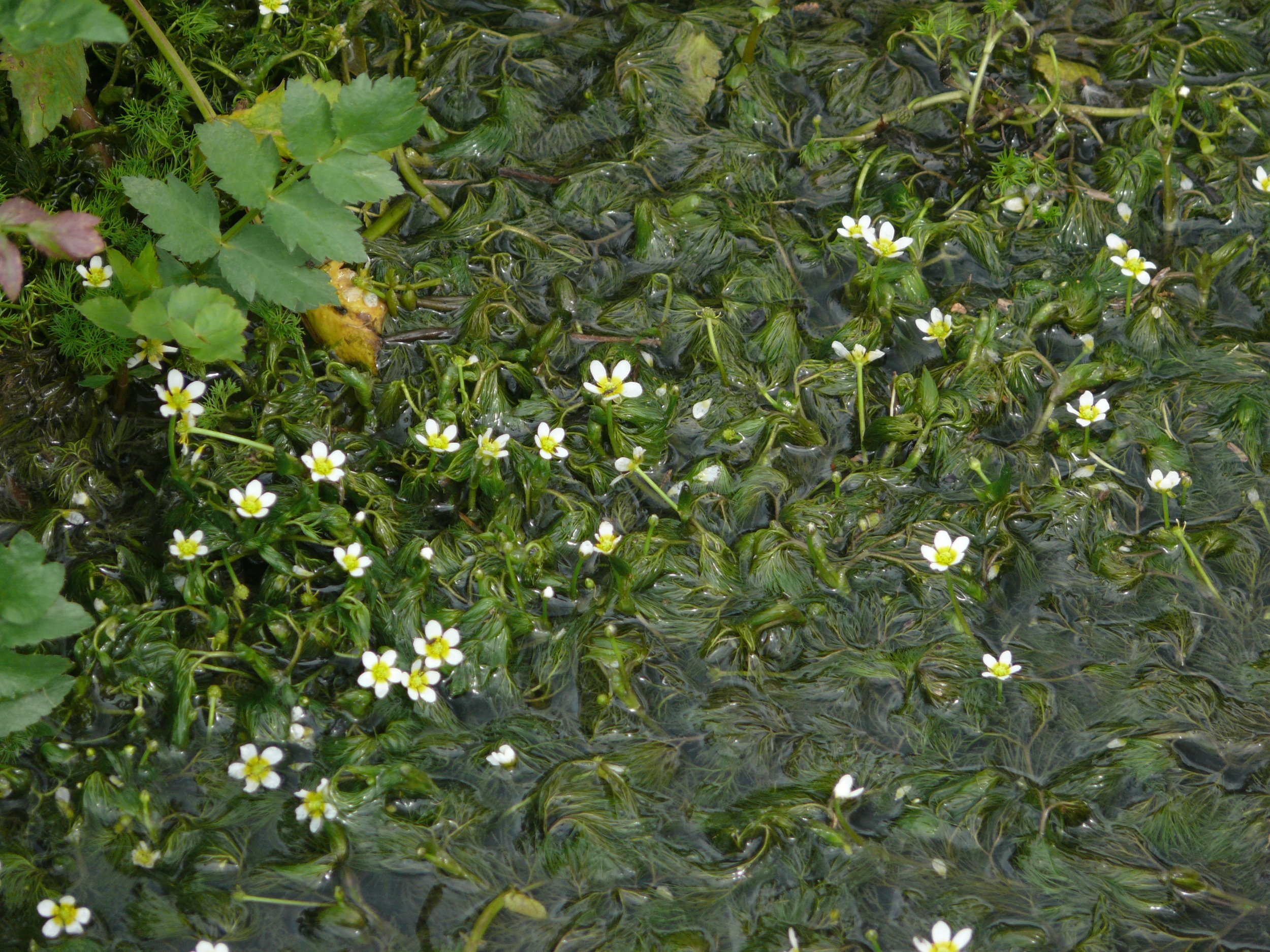
Hínáros víziboglárka (Ranunculus trichophyllus) (Németország, Hohenlohe)

Magyarországon két rendjüket különítjük el:
- békaszőlőhínárok (Potametalia Koch 1926) három csoporttal, 15 asszociációval,
- boglárkahínárok (Callitricho-Batrachietalia Passarge 1978) három csoporttal, hét asszociációval.

A békaszőlőhínárok mélyebb vizekben élő, nagyobb termetű, elodeid, potamid, nymphaeid és trapid típusú hínárok társulásai; a boglárkahínárok a sekélyebb és időszakos vizekben nőnek, egyedeik kisebbek, batrachoid típusúak.